# 64 Angelina
64 Angelina (mednarodno ime je tudi 64 Angelina) je srednje velik asteroid tipa E v glavnem asteroidnem pasu.

## Odkritje
Asteroid je odkril Ernst Wilhelm Leberecht Tempel (1821 – 1889) 4. marca 1861. Tempel je bil zelo uspešen odkritelj kometov. Asteroid Angelina pa je bil njegov prvi odkriti asteroid.

## Lastnosti
Asteroid Angelina obkroži Sonce v 4,40 letih. Njegova tirnica ima izsrednost 0,124, nagnjena pa je za 1,308 ° proti ekliptiki. Njegove  mere so 48 × 53 km, okrog svoje osi pa se zavrti v 0,365 dneh.
Angelina spada med redke asteroide tipa E. Po velikosti je tretji največji za 44 Niso in 55 Pandoro. Na površini najdemo mineral enstatit. Za asteroide tipa E je značilno, da postanejo močno svetli, ko so blizu opozicije s Soncem.